# Gyselle Soares
Gyselle Soares Estevão (Teresina, 27 de outubro de 1983) é uma atriz, apresentadora, escritora, cantora e modelo franco-brasileira. 

## Carreira
Gyselle cresceu em Timon, Maranhão, e desde jovem mostrou paixão por dançar, cantar e atuar, participando de shows de samba em sua cidade. Aos 18 anos, economizou dinheiro com trabalhos temporários para financiar uma viagem à Europa. Na Suíça, trabalhou como au pair enquanto estudava francês. Foi descoberta por um diretor de elenco enquanto trabalhava como garçonete em Genebra, iniciando sua carreira de modelo. Participou do reality show l'Île de la tentation na televisão francesa e estudou atuação no Actors Studio em Paris.
Em 2008, Gyselle voltou ao Brasil para competir no Big Brother Brasil 8, onde se destacou e foi vice-campeã. Após o programa, ganhou reconhecimento, aparecendo em várias revistas e formando fãs-clubes. Também atuou em séries de TV e filmes no Brasil e na França, com experiências como apresentadora e atriz. Alternando residência entre Brasil e Europa, fixou-se no Rio de Janeiro em 2021, onde lançou um livro sobre fazer carreira no exterior. Em 2023, participou do reality show A Grande Conquista, terminando em quarto lugar.

## Vida pessoal
Gyselle reencontrou seu pai, Joaquim Soares Estevão, em 2021, após 13 anos separados, na semana do Dia dos Pais em Timon, no Maranhão.
Gyselle já se relacionou com Pedro Bial. Teve um noivado de dois anos com o arquiteto francês Romain PV. Em 2023, assumiu um namoro com o cantor Thiago Servo, a quem conheceu no reality show A Grande Conquista, da RecordTV.

## Filmografia

### Cinema
| Ano  | Título                           | Personagem | Notas          |
| ---- | -------------------------------- | ---------- | -------------- |
| 2005 | Bord de l'eau                    | Ana        |                |
| 2010 | Natacha                          | Catarina   |                |
| 2010 | Os Sonhos de Um Sonhador         | Maria      |                |
| 2012 | Dépression et des potes          | Talia      |                |
| 2012 | Au-delà de Fleuve d'Alain Maline | Cledia     |                |
| 2013 | Angel de Safy Nebbou             | Angel      | Court metragem |
| 2016 | Fantômes de Mahmoud Ben Mahmoud  | Francisca  | Court metragem |

### Televisão
| Ano       | Título                                    | Personagem                 | Nota         |
| --------- | ----------------------------------------- | -------------------------- | ------------ |
| 2006      | L'Île de la tentation                     | Participante               | TF1          |
| 2008      | Big Brother Brasil 8                      | Participante (Vice-campeã) | TV Globo     |
| 2008-2009 | Turma do Didi                             | Karina                     | TV Globo     |
| 2010      | Miss bikini à Rio                         | Apresentadora              | TF6          |
| 2010      | Camping Paradis                           | Joana                      | TF1          |
| 2014      | Fort Boyard                               | Participante               | France 2     |
| 2014      | L'Emission pour tous                      | Colunista                  | France 2     |
| 2014      | Casa VIP (director Safy Nebbou)           | Apresentadora              | BeIN Sports  |
| 2014      | Touche pas à mon poste                    | Colunista                  | C8           |
| 2015      | Un dîner presque parfait                  | Participante               | W9           |
| 2016      | Joséphine ange gardien                    | Helena                     | TF1          |
| 2016      | Fort Boyard                               | Participante               | France 2     |
| 2017      | Un dîner presque parfait                  | Apresentadora              | W9           |
| 2018      | Orbite74 de Damien Deniau                 | Lola                       | Arte         |
| 2020      | Circuito de Lives do São João do Nordeste | Apresentadora              | TV Antena 10 |
| 2020      | Verão Piauí                               | Apresentadora              | TV Antena 10 |
| 2021      | Tour da Cajuína                           | Apresentadora              | Band Piauí   |
| 2021      | Alma de Menina com Zeca Camargo           | Apresentadora              | Band Piauí   |
| 2022      | Très Chic com Cajuina                     | Apresentadora              | O Dia TV     |
| 2023      | A Grande Conquista 1                      | Participante (4º lugar)    | RecordTV     |

### Teatro
| Ano  | Título                                       | Personagem      | Nota                                                                   |
| ---- | -------------------------------------------- | --------------- | ---------------------------------------------------------------------- |
| 2009 | A Mais Forte Estruturada                     | Lady            |                                                                        |
| 2012 | Les Derniers Jours de Stefan Zweig           | Rosaria         |                                                                        |
| 2013 | Paixão de Cristo                             | Maria Madalena  |                                                                        |
| 2013 | Nada Tanto a Assim                           | Joana           | Liderado por Leandro Fleury Curado e Walfredo Lucas no Teatro Vannucci |
| 2016 | Comédie Musicale, théâtre Pau Brasil (Paris) | A mulata        |                                                                        |
| 2019 | Paixão de Cristo                             | Maria           |                                                                        |
| 2021 | Caminhos da Independência                    | Leopoldina      |                                                                        |
| 2022 | Musical batalha do jenipapo                  | Maria perfumada |                                                                        |

## Singles
| Ano  | Título                      |
| ---- | --------------------------- |
| 2007 | "Sacode"                    |
| 2010 | "40 Grados" (part. Papa Ap) |
| 2011 | "Eclipse"                   |
| 2017 | "Até o Chão"                |